# Марин Попандреев
Свещеник Марин поп Андреев е роден през 1840 г. в село Долна Бешовица (Врачанско). Няма сведения, къде се е подготвил за свещенослужител. Изпратен е като свещеник в Бяла Слатина през 1865 г. По това време тя е все още село. През 1869 година построява килийно училище в което преподава. Към училищната килия е имало помещение (параклис), където служи и извършва треби.
Отец Марин се включва и в организирането на тайния революционен комитет. Той заклева участниците и сам съдейства за подготовката на въоръжено въстание. Според историци-краеведи клетвата е положена на 20 декември 1874 година. Комитетът се председателства от Иванчо Съйнов, в него членуват Васил Николчов, Петко Тодоров-Цигаровски, Петър Милов, Лукан Тодоров, Иван Каменов, Никола Джамджиев и Цено Маринов. Организацията е разкрита от турците. Някои от революционерите успяват да избягат, други са заловени и изпратени на заточение. Не се знае дали е отец Марин е попаднал под ударите на властта, но със сигурност е останал при своето паство.
Бяла Слатина е освободена в края на октомври (по нов стил около 9 ноември). Жителите на селото посрещат с хляб и сол части от ескадроните на полковник Майендорф. Свещеникът ясно осъзнава нуждата на Бяла Слатина от храм. За това участват с волни пожертвования енориашите от селото. През 1887 е завършен строежа на белокаменната кръстокуполна базилика „Св. преподобна Параскева“. Запазени са сведения, че синът му Андрей Маринов също става свещеник и служи в село Соколаре. Отец Марин поп Андреев умира през 1916 година и е погребан в двора на храма източно от апсидата.